# Aroa xerampelina
Aroa xerampelina är en fjärilsart som beskrevs av Swinhoe 1885. Aroa xerampelina ingår i släktet Aroa och familjen tofsspinnare. Inga underarter finns listade i Catalogue of Life.